# Квінт Курцій Руф
Квінт Ку́рцій Руф (лат. Quintus Curtius Rufus) — римський історик, який написав «Історію Александра Великого Македонського» (лат. Historiae Alexandri Magni Macedonis).

## Historiae Alexandri Magni Macedonis
Про час життя Курція існують різні думки. Найімовірніше, він жив у 1 столітті нашої ери і написав свою працю в добу правління римського імператора Клавдія (41-54).
Historiae Alexandri Magni Macedonis — найповніший античний життєпис полководця, що дійшов до наших часів. Складається з десяти книг, з яких дві перші, кінець п'ятої та початок шостої втрачені, а в десятій існує пропуск.
У своєму викладі Квінт Курцій Руф прагне не стільки до історичної правди, скільки до блиску описів і характеристик. Склад його, взагалшом сильний, а в промовах витончений, нагадує Лівія, але носить на собі сліди впливу Сенеки з його поетично забарвленими і короткими реченнями.
Джерела у Квінта Курція були двох родів: мемуари Птолемея Лага та інших сподвижників Александра, творами яких розсудливо скористався Арріан; а з іншого боку — вигадки Онесікріта і Каллісфена, що знайшли шанувальника в авторі історичного роману Клітарха, з якого прямо або опосередковано (наприклад, через Тімагена) черпав матеріал Курцій.